# Rödkronad hackspett
Rödkronad hackspett (Melanerpes rubricapillus) är en fågel i familjen hackspettar inom ordningen hackspettartade fåglar.

## Utseende
Rödkronad hackspett är en ljusbeige hackspett med rött på huvud och buk samt svartvit tvärbandning på ryggen. Honan har ljus hjässa med det röda begränsat till nackens baksida, medan hanen har rött ända längst upp på hjässan. Arten hybridiserar ofta med nicaraguaspett i Costa Rica. Hybrider uppvisar vanligen orange på nacke och buk.

## Utbredning och systematik
Rödkronad hackspett delas in i fyra underarter med följande utbredning:
- M. r. rubricapillus – sydvästra Costa Rica till Colombia, Tobago och Guyana
- M. r. subfusculus – ön Coiba (Panama)
- M. r. seductus – ön Isla del Rey (sydöstra Panama)
- M. r. paraguanae – nordvästra Venezuela (Paraguanáhalvön)

## Levnadssätt
Rödkronad hackspett hittas i öppet skogslandskap, ungskog och i trädgårdar.

## Status
Arten har ett stort utbredningsområde och beståndet anses stabilt. Internationella naturvårdsunionen IUCN listar den därför som livskraftig (LC).